# Hermann Koehler (Bankier)
Hermann Koehler (eigentlich Köhler, * 8. Oktober 1876 in Gmünd; † 8. November 1943 im Zuchthaus Brandenburg-Görden) war ein deutscher Bankier.

## Leben
Hermann Köhler war das zweite Kind des Gmünder Fabrikanten Adolph Köhler (1844–1895) und dessen Frau Marie Huck (1850–1935). 1879 wanderte Köhlers Familie nach Wien aus, wo sein Vater in Zusammenarbeit mit WMF die Firma Adolph Köhler & Companie gründete. Hermann Köhler besuchte das Esterházy-Gymnasium (heutiges Amerlinggymnasium), wo er 1895 das Abitur als Primus Omnium abschloss. Aufgrund seiner gezeigten Leistungen wurde ihm das Studium alter und neuer Sprachen empfohlen. Köhler entschied sich jedoch für eine kaufmännische Ausbildung, da bereits sein Bruder Erwin Chemie studierte und er nach dem Tod seines Vaters im Jahr seines Abiturs die Mutter und die fünf verbliebenen Geschwister finanziell nicht belasten wollte.
Nach Beendigung der Schulzeit kehrte Köhler nach Gmünd zurück, um beim Gmünder Bataillon des Infanterie-Regiments Nr. 122 seinen Militärdienst als Einjährig-Freiwilliger abzuleisten. Unter dem Kommando von Major Otto von Hügel wurde Koehler als erster Einjährig-Freiwilliger überhaupt zum Unteroffizier und später zum Reserve-Offizier-Aspiranten ernannt.
Seine erste kaufmännische Erfahrungen sammelte Koehler in Paris im Handelsunternehmen seines Onkels Eduard Huck, wo er u. a. mit Erzeugnissen der Gablonzer Industrie zu tun hatte. Später ging er über London in die USA sowie nach Moskau. Seit seiner Zeit in Frankreich schrieb er seinen Familiennamen internationalisiert als Koehler.
Sein Onkel Constantin Köhler nahm ihn 1901 in seine Firma auf und erteilte im bereits 1902 die Prokura über Constantin Köhler, Bank- und Wechselgeschäft, Gekrätze, Gold- und Silberscheideanstalt Schwäbisch Gmünd. Eine käufliche Übernahme lehnte Koehler jedoch ab, so dass sein Onkel das Bankgeschäft 1909 an die Württembergische Vereinsbank verkaufte. Koehler wurde Direktor der nun zur Filiale gewordenen Bank seines Onkels.
1903 heiratete Koehler die Nürnbergerin Maria Insam, 1908 wurde sein Sohn Herbert geboren.
Die Württembergische Vereinsbank versetzte ihn 1912 nach Stuttgart und beförderte Koehler ab Januar 1914 als stellvertretenden Direktor in den Vorstand der Bank. Im August 1914 wurde er bei Beginn des Ersten Weltkriegs zur Infanterie einberufen. Koehler diente an der Ostfront und wurde im Verlauf des Krieges mit dem Eisernen Kreuz, 2. Klasse und dem württembergischen Friedrichs-Orden mit Schwertern ausgezeichnet.
Nach Kriegsende übernahm Koehler wieder seine Stellung bei der Württembergischen Vereinsbank, die ihn in ihrem Geschäftsbericht 1922 als ordentliches Vorstandsmitglied aufzählt. Nach der Übernahme der Bank durch die Deutsche Bank war Hermann Koehler Direktor der Stuttgarter Filiale und dadurch zeitweise Präsident der Stuttgarter Börse sowie Aufsichtsrat bei der Daimler-Benz Aktiengesellschaft und bei den Wieland-Werken in Ulm. Er gilt als einziger nicht systemloyaler Aufsichtsrat bei Daimler-Benz in der Zeit des Nationalsozialismus.
Seit dem 18. Oktober 1956 erinnert die Hermann-Köhler-Anlage in der Innenstadt von Schwäbisch Gmünd an den Bankier. Dort wurde ein Gedenkstein aufgestellt. Zum 75. Todestag gedachte die Stadt Schwäbisch Gmünd unter anderem mit einer Gedenkveranstaltung in der Johanniskirche.

## Verhaftung, Verurteilung und Tod

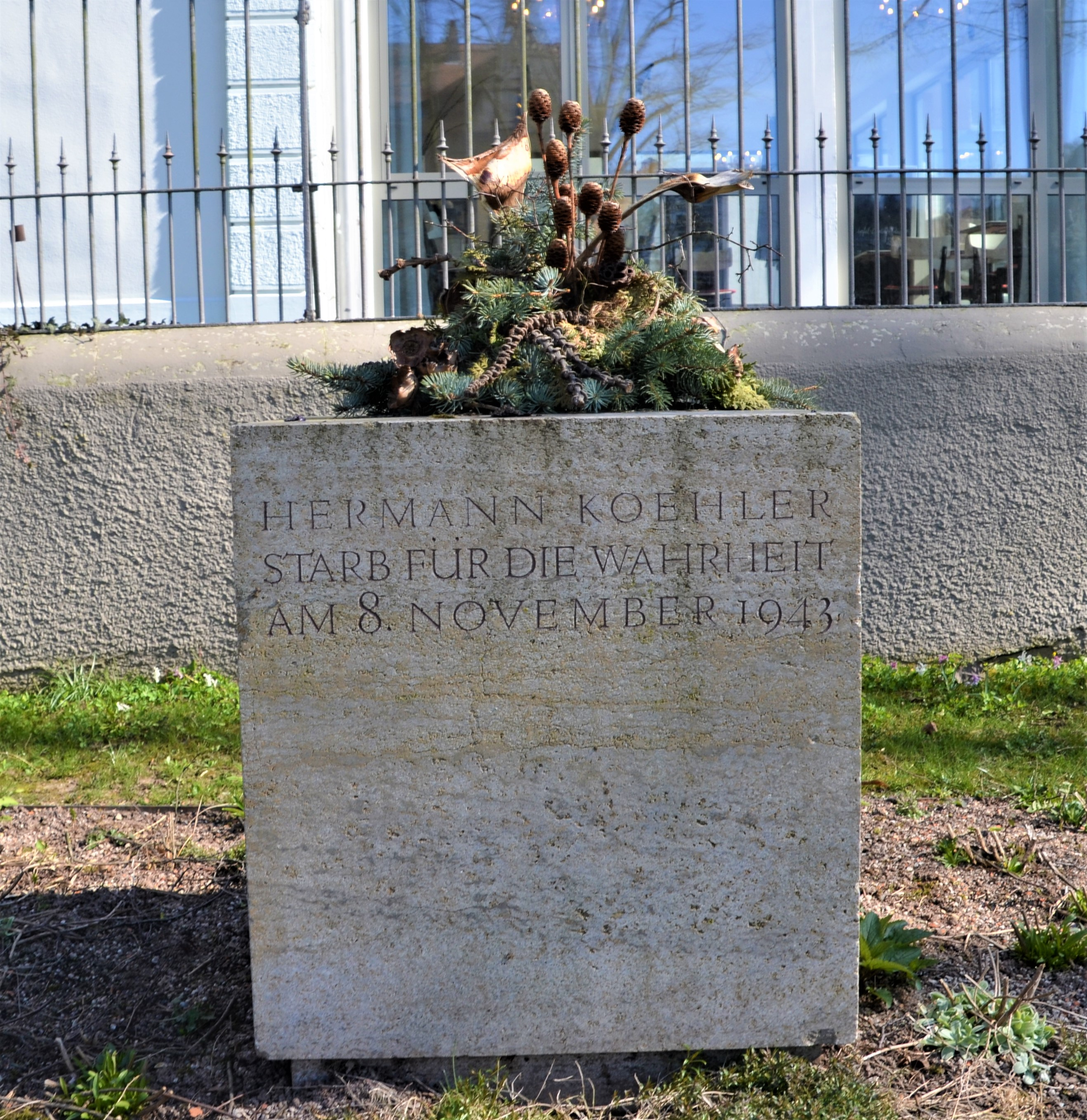
Denkmal in der Hermann-Koehler-Anlage Schwäbisch Gmünd

Koehler war für seine Distanz gegenüber den Nationalsozialisten bekannt. Am 18. August 1943 auf einer Zugfahrt von München nach Stuttgart äußerte er sich im Gespräch mit drei Kollegen kritisch zum Regime und prophezeite ein baldiges Ende. So sei der Nationalsozialismus doch nur „ein Furz“; Adolf Hitler sei „von Eunuchen und Speichelleckern umgeben“. Diese Äußerungen wurden von einem im selben Abteil reisenden Beamten der Gestapo vernommen, woraufhin dieser die Personalien Koehlers aufnahm. Bereits vier Tage später im Gefängnis der Gestapo in Stuttgart inhaftiert, wurde ihm unter Roland Freisler am Volksgerichtshof in Berlin der Prozess gemacht. An seinem 67. Geburtstag am 8. Oktober 1943 verurteilte man ihn, trotz Bemühungen des Personalvorstandes und „Betriebsführers“ der Deutschen Bank Karl Ritter von Halt, zum Tode, und am 8. November des Jahres wurde er im Zuchthaus Brandenburg-Görden wegen Hochverrats hingerichtet. Mit dem Inkrafttreten des NS-Unrechtsurteileaufhebungsgesetz am 1. September 1998 wurde das Urteil des Volksgerichtshofes vom 8. Oktober 1943 aufgehoben und Koehler damit auch in rechtlicher Hinsicht rehabilitiert.